# Todd Smith (album)
Todd Smith is LL Cool J's elfde studioalbum, uitgebracht op 11 april 2006. Het album is het resultaat van een samenwerking tussen Pharrell, Juelz Santana, Teairra Mari, Ginuwine, Mary J. Blige, 112, Mary Mary, Ryan Toby (van City High) en Freeway.

## Album informatie
De eerste single, Control Myself, werd geproduceerd door Jermaine Dupri en gezongen met Jennifer Lopez. LL Cool J en Jennifer Lopez namen de video op in New York op 6 januari 2006. Het was aanvankelijk de bedoeling dat Fergie ook zou meedoen, maar zij werd om financieel-zakelijke redenen vervangen door Jennifer Lopez.
Todd Smith ontving slechte kritieken, hoewel de meeste muziekcritici goed te spreken waren over de nummers Preserve The Sexy en Freeze. Het album verscheen in een oplage van 500.000, maar hiervan werden er slechts 367.000 verkocht. Todd Smith is het enige album van LL Cool J dat uit de Billboard 200 Chart verdween zonder platina te worden.
Producers die meewerkten waren Pharrell, Scott Storch, Bink, Shea Taylor, Keezo Kane en Trackmasters.
Dit album behaalde de zesde plaats in de Amerikaanse Billboard Charts, de negenenzeventigste plaats in het Verenigd Koninkrijk en de veertigste plaats in Canada.
Todd Smith werd met 'goud' gecertificeerd door de RIAA.

## Tracklist
1. It's LL And Santana (met Juelz Santana) (geproduceerd door Shea Taylor)
2. Control Myself (met Jennifer Lopez) (geproduceerd door Jermaine Dupri)
3. Favorite Flavor (met Mary J. Blige) (geproduceerd door Trackmasters)
4. Freeze (met Lyfe Jennings) (geproduceerd door LL Cool J)
5. Best Dress (met Jamie Foxx) (geproduceerd door The Neptunes)
6. Preserve the Sexy (met Teairra Mari) (geproduceerd door Keezo Kane)
7. What You Want (met Freeway) (geproduceerd door The Narcotics)
8. I've Changed (met Ryan Toby) (geproduceerd door Trackmasters)
9. Ooh Wee (met Ginuwine) (geproduceerd door Scott Storch)
10. #1 Fan (geproduceerd door Trackmasters)
11. Down the Aisle (met 112) (geproduceerd door Trackmasters)
12. We're Gonna Make It (met Mary Mary) (geproduceerd door Bink)
13. So Sick (Remix) (met Ne-Yo) (geproduceerd door Trackmasters) (US Bonus track)